# Шнайдер, Дэн
Дэниэл Джеймс Шнайдер (англ. Daniel James Schneider; род. 14 января 1966, Мемфис, Теннесси, США) — американский телевизионный продюсер, сценарист и актёр. Создал и спродюсировал ряд детских шоу на канале Nickelodeon с 1994 по 2019 года. В 2018 году он столкнулся со значительным освещением в СМИ по поводу неподобающего поведения.
Шнайдер начал свою карьеру, играя второстепенные роли в нескольких подростковых ситкомах, как Как закончить школу (1984), Уж лучше умереть (1985), Жаркий курорт (1985), Счастливы вместе (1989) и Большая картина (1989). На телевидении он сыграл Денниса Бландена, в ситкоме созданный телеканалом ABC ситком Староста класса (1986–1991). В 1993 году сыграл Уолтера Питерса в другом ситкоме Home Free, который длился всего один сезон. Шнайдер является сопрезидентом своей продюсерской компании Schneider's Bakery, которую он основал в 1996 году.
Он сменил свою карьеру на работу на детском телевидении, в частности, на Nickelodeon. Там Шнайдер начал работать в качестве сценариста и продюсера в таких шоу, как Всякая всячина (1994–2005) и Кенан и Кел (1996–2000) перед созданием Шоу Аманды (1999–2002). Он получил известность как создатель, исполнительный продюсер и сценарист многочисленных детских шоу, таких как Дрейк и Джош (2004–2007), Зоуи 101 (2005–2008), iCarly (2007–2012), Виктория-победительница (2010–2013), Сэм и Кэт (2013–2014) и позднее Опасный Генри (2014–2020), Игроделы (2015–2019) и Приключения Опасного Малого (2018). Он написал сценарий и снялся в фильме Отличный гамбургер (1997), так же написал сценарий и выступил сопродюсером фильма Большой толстый лжец (2002).
Вслед за движением Me Too, подробности его предполагаемых сексуальных проступков и обвинений в дискриминации по половому признаку в отношении сотрудников телеканала Nickelodeon, многие из которых были несовершеннолетними, были обнародованы в начале 2018 года. В ответ на обвинения Nickelodeon прекратил многолетнее сотрудничество со Шнайдером. После трехлетнего перерыва он рассказал о создании пилотного эпизода для другой сети. Тематический телеканал Investigation Discovery снял документальный сериал Тишина на площадке: Тёмная сторона детского телевидения (2024), где было подробно изложено о многочисленных обвинениях в токсичном рабочем месте. Обвинения частично им были отвергнуты.

## Биография
Дэниэл Джеймс Шнайдер родился в городе Мемфис 14 января 1966 года, в иудейской семье, сын Гарри и Кэрол Айзенберг Шнайдер. У него три сестры: Салли, Нэнси и Кэти. В старшей школе Шнайдер занимался театральным искусством и был президентом выпускного класса. По возвращении в Мемфис он нашел работу по ремонту компьютеров, но вскоре переехал в Лос-Анджелес, чтобы сделать карьеру в индустрии развлечений.

## Карьера

### 1984–1994 годы: Начало карьеры и актёрские роли
В 1980-х годах, Шнайдер снялся в подростковых ситкомах, в основном на второстеппенном ролях, как Как закончить школу (1984) с Джаддом Нельсоном, Уж лучше умереть (1985) с Джоном Кьюсак. В комедии Жаркий курорт (1985), романтической комедии Счастливы вместе (1989) с Патриком Демпси, в комедии Большая картина (1989) с Кевином Бейконом и драматическом фильме Слушай меня (1989). В 1986 году сыграл роль Денниса Бландена, в ситкоме созданный телеканалом ABC — Староста класса. Сериал получил пять сезонов с 1986 по 1991 года. В 1993 году он снялся в сериале Home Free.
Шнайдер был одним из ведущих премии 1988 Kids' Choice Awards, где он познакомился с руководителем отдела развития Nickelodeon — Элби Хехт. В 1994 году сыграл Шона Экардта в Tonya & Nancy: The Inside Story, один из двух телевизионных фильмов о скандале связанный с Тоня Хардинг–Нэнси Керриган. Шнайдер появлялся в эпизодических ролях в сериалах, которые он помогал создавать и/или продюсировать: Всякая всячина и последующие ситкомы Отличный гамбургер, Кенан и Кел, Шоу Аманды, Зоуи 101, АйКарли и Опасный Генри.

### 1993–2019: Шоураннер Nickelodeon
В 1993 году Хехт, ныне возглавляющий производственный отдел телеканала, нанял Шнайдера для работы над новым скетч-комедийным шоу для детей под названием Всякая всячина. После написания пилотного эпизода Шнайдер работал над сериалом в качестве продюсера, исполнительного продюсера и сценариста. Шнайдер покинул Всякую всячину после четвертого сезона, чтобы участвовать в проекте Шоу Аманды (1999-2000) в главной роли Аманда Байнс.
В период между 1996 по 1997 годами, Шнайдер был исполнительным продюсером и сценаристом фильма Кенан и Кел в главной роли Кинан Томпсон и Кел Митчелл. В 1997 году он написал сценарий к фильму Отличный гамбургер, Шнайдер снялся в роли второго плана. Фильм был снят по мотивам популярного скетча «Всякая всячина». Несмотря на скромный коммерческий успех it received negative reviews from critics , американский кинокритик Роджер Эберт из ежедневной газеты Chicago Sun-Times дал фильму две звезды из четырех, написав «Мне он не очень понравился [фильм], но я готов предсказать, что его целевая аудитория хорошо проведёт время.». В 1998 году она начал карьеру создателя шоу с Guys Like Us для телевизионной сети UPN.
Шнайдер стал одним из создателей сериала За что тебя люблю с бывшим участником другого сериала Друзья писатель/продюсер Уил Кэлхун. Премьера состоялась в 2002 году для телевизионной сети The WB Television Network и транслировался до 2006 года. Шнайдер был исполнительным продюсером первых двух сезонов сериала. Он написал сценарий и был выступил сопродюсером комедийного фильма Большой толстый лжец (2002) с Фрэнки Муниз, Амандой Байнс и Полом Джаматти. Фильм заработал в мировом прокате 52,4 миллиона долларов. Шнайдер вернулся на Nickelodeon в 2004 году с ситкомом Дрейк и Джош. В сериале снялись Дрейк Белл и Джош Пек, которые были актёрами на Шоу Аманды. Миранда Косгроув, позже сыграла главную роль в другом ситкоме АйКарли. Был создателем американского телесиарала Зоуи 101, в котором снялась Джейми Линн Спирс.
После, шоу было отменено в 2008 году. Шнайдер начал работать над новым проектом с Викторией Джастис. Ситком Виктория-победительница, Премьера состоялась в 2010 году после церемонии вручения премии Kids' Choice Awards 2010. В главных ролях снялись — Виктория Джастис, Ариана Гранде, Элизабет Гиллис, Леон Томас III, Мэтт Беннетт и Эван Джогиа. Спин-офф двух сериалов iCarly и Виктория-победительница вышел в 2013 году под названием Сэм и Кэт. Был отменён после 36 серий. К 9 марта 2010 года был анонсировано, что Шнайдер сам подпишет контракт с Nickelodeon. После отмены Сэм и Кэт, Шнайдер был со-автором комедийного телесериала Опасный Генри с Дэной Олсен. Премьера состоялась в 2014 году. На следующий год Шнайдер создал телесериал Игроделы, в котором он воссоединился с актёром и ветераном телеканала Nickelodeon Келом Митчеллом. Шнайдер выступил в качестве исполнительного продюсера.
26 марта 2018 года Nickelodeon объявила, что не будет продлевать производственный контракт со Шнайдером и его компанией «Schneider's Bakery». Кроме того, телеканал также объявил, что его комедия Игроделы не будет продлен на четвёртый сезон. Телесериал Опасный Генри получит пятый сезон и нового шоураннера.

### 2020–настоящее время: Предстоящие проекты
После трёхлетнего перерыва Шнайдер объявил, что у него в разработке несколько новых проектов. Газета The New York Times отметила, что он, похоже, «намерен вернуться на телевидение и вновь представить свой комедийный бренд новым зрителям». В интервью, опубликованном в июне 2021 года, он рассказал об «амбициозном и очень разном» проекте, пилотный эпизод который он создал и продал не названному телеканалу. По словам Шнайдера, предлагаемое шоу рассчитано на более взрослую аудиторию, чем его предыдущие работы.

## Восприятие
Шнайдер был описан газетой The New York Times, как «Норман Лир детского телевидения». Интернет-таблоидом Gawker, как «Аарон Соркин подростковых ситкомов» и журналом Forbes, как «Вилли Вонка телевидения». Журнал Variety процитировал «как Матер Джедай, умеющий создавать шоу, которые нравятся детям в неловком подростковом возрасте».

## Обвинения в неправомерном поведении
Веб-сайт Deadline Hollywood первым сообщил о разрыве Nickelodeon со Шнайдером в марте 2018 года, сообщив, что были жалобы на поведение Шнайдера. Телеканал Nickelodeon не ответил на сообщение Deadlinés, а представитель Шнайдера отказался от комментариев.
В июне 2021 года газета New York Times сообщила, что решение Nickelodeon разорвать связи со Шнайдером было принято после того, как его материнская компания ViacomCBS завершила внутреннее расследование, в ходе которого были обнаружены доказательства того, что Шнайдер словесно оскорблял своих коллег. Некоторые из его коллег рассказали газете, что, по их мнению, с ним было трудно работать, и он был «склонен к истерикам и гневным письмам». Расследование не выявило доказательств сексуальных проступков. Когда его спросили об обвинениях, Шнайдер сказал, что если люди считают, что с ним трудно работать, то это потому, что он поддерживает «высокие стандарты» как шоураннер.
В августе 2022 года, веб-сайт Insider Inc. сообщил о нескольких новых обвинениях со стороны бывших актёров и сотрудников, включая обвинения в половой дискриминации и просьбах «массажа у взрослых женщин-коллег». Человек, «близкий к Шнайдеру», сообщил, что он «сожалеет о том, что когда-либо просил кого-либо [о массаже], и соглашается, что это было неуместно». Рассел Хикс, бывший руководитель Nickelodeon, отверг обвинения в «сексуализированных» сценах в шоу Шнайдера и заявил, что «каждый день на каждой съёмочной площадке родители, наставники и их друзья смотрели каждый кадр и слушали каждую шутку. Каждая вещь, которую Дэн делал в любом из своих шоу, тщательно изучалась и одобрялась».
В документальном фильме Тишина на площадке, вышедший в 2024 году, обсуждали предполагаемое токсичное поведение Шнайдера на рабочем месте в Nickelodeon. В ответ он извинился за своё отношение к коллегам, но опроверг другие обвинения в сексуализации детей в созданной ранее продукции. Шнайдер получила поддержку от бывшей звезды Nickelodeon, Мадисин Шипман, которая поделилась, что у неё «нет ничего, кроме положительных слов» о Шнайдере, исходя из её опыта работы на съёмочной площадке. В мае 2024 года Шнайдер подал иск против Warner Bros. Discovery (WBD), Sony Pictures Television и ряд режиссёров, обвинив, что сериал порочит его, ложно утверждая, что он подвергал сексуальному насилию детей-актёров, с которыми работал В своём заявлении Шнайдер признал "ошибки и недальновидность", допущенные во время его работы в Nickelodeon, и объяснил, что реакция на сериал не оставила ему "иного выбора, кроме как подать в суд на людей, стоящих за этим".
Шнайдера обвиняли в неподобающем поведении с некоторыми молодыми актрисами, снимавшимися в его шоу. Актриса Алекса Николас, появившаяся в Зоуи 101 снялась в двух сезонах в период с 2004 по 2006 года, заявила, что во время работы на шоу она «не чувствовала себя в безопасности» рядом со Шнайдером и что он заставлял её носить откровенную одежду и ответил на её жалобы по поводу того, как её коллега по фильму Джейми Линн Спирс обращался с ней, крича на неё. Актриса Лори Бет Денберг, снявшаяся в телесериале Всякая всячина в период с 1994 по 1998 годы, обвинила Шнайдера в том, что он прикасался к ней неподобающим образом, показывал ей порнографию и пытался начать с ней секс по телефону, когда ей было 19 лет.

## Личная жизнь
Шнайдер познакомился с кулинарным блогером Лизой Лильен на Nickelodeon в 1990-х годах и поженились в 2002 году. Они проживали в районе Энсино, Лос-Анджелеса вплоть до 2016 года, когда они приобрели особняк за 9 миллионов долларов у наследницы Лори Милгард в Хидден-Хилс, Калифорния. После ухода из Nickelodeon, он сообщил, что он похудел на 45 килограмм.

## Фильмография

### Фильмы
| Год  | Название на русском  | Название на английском | Роль                    | Примечания                          |
| ---- | -------------------- | ---------------------- | ----------------------- | ----------------------------------- |
| 1984 | Как закончить школу  | Making the Grade       | Блимп                   |                                     |
| 1985 | Уж лучше умереть     | Better Off Dead        | Рикки Смит              |                                     |
| 1985 | Жаркий курорт        | Hot Resort             | Чак                     |                                     |
| 1989 | Счастливы вместе     | Happy Together         | Стэн                    |                                     |
| 1989 | Слушай меня          | Listen to Me           | Натан Гор               |                                     |
| 1989 | Большая картина      | The Big Picture        | Джонатан Тристан-Беннет |                                     |
| 1997 | Отличный гамбургер   | Good Burger            | Мистер Бэйли            | Сценарист и сопродюсер              |
| 2002 | Большой толстый лжец | Big Fat Liar           | н/д                     | Сценарист, автор истории и продюсер |

### Телевидение
Актёрские появления
| Год       | Название на английском | Название на русском               | Роль                               | Примечания                                                      |
| --------- | ---------------------- | --------------------------------- | ---------------------------------- | --------------------------------------------------------------- |
| 1986–1991 | Староста класса        | Head of the Class                 | Деннис Бланден                     |                                                                 |
| 1993      | —                      | Home Free                         | Уолтер Питерс                      |                                                                 |
| 1994–1999 | Всякая всячина         | All That                          | Мистер Бейли                       |                                                                 |
| 1994      | —                      | Tonya and Nancy: The Inside Story | Шон Экардт                         |                                                                 |
| 1996      | Кенан и Кел            | Kenan & Kel                       | Ангус                              | "Baggin' Saggin' Kel" (сезон 1: эпизод 12)                      |
| 2000–2001 | Шоу Аманды             | The Amanda Show                   | Мистер Олдман                      | 9 эпизодов                                                      |
| 2008      | Зоуи 101               | Zoey 101                          | Водитель такси                     | "Chasing Zoey" (сезон 4: эпизод 12)                             |
| 2008      | Могучая Би             | The Mighty B!                     | Управляющий заводом                | Voice, "Something's Wrong With This Taffy" (сезон 1: эпизод 13) |
| 2012      | АйКарли                | iCarly                            | Микалито / Офицер полиции / Разное | 9 эпизодов; Камео                                               |
| 2013–2014 | Сэм и Кэт              | Sam & Cat                         | Тэнди (красный робот)              | Голос, эпизодическая роль                                       |

Роли создателя и продюсера
| Год       | Название на русском         | Название на английском       | Создатель  | Сценарист | Продюсер  | Сеть        | Примечания                                                                                            |
| --------- | --------------------------- | ---------------------------- | ---------- | --------- | --------- | ----------- | --- |
| 1994–2005 | Всякая всячина              | All That                     | Нет        | Да        | Да        | Nickelodeon | Сценарист (Сезоны 1–4, 6–10), продюсер (Сезоны 1–2) исполнительный продюсер (Сезоны 6–10), guest star |
| 1996–2000 | Кенан и Кел                 | Kenan & Kel                  | Нет        | Да        | Да        | Nickelodeon | Сценарист (Сезоны 1–2), исполнительный продюсер (Сезоны 1–2); консультант (Сезоны 3–4), guest star    |
| 1998–1999 | —                           | Guys Like Us                 | Да         | Нет       | Executive | UPN         | |
| 1999–2002 | Шоу Аманды                  | The Amanda Show              | Да         | Да        | Да        | Nickelodeon | режиссёр (Сезоны 2–3), постоянная приглашённая звезда                                                 |
| 2002–2006 | За что тебя люблю           | What I Like About You        | Co-creator | Да        | Executive | The WB      | исполнительный продюсер (Сезоны 1–2); исполнительный консультант (Сезоны 3–4)                         |
| 2004–2007 | Дрейк и Джош                | Drake & Josh                 | Да         | Да        | Executive | Nickelodeon | |
| 2005–2008 | Зоуи 101                    | Zoey 101                     | Да         | Да        | Executive | Nickelodeon | Приглашённая звезда ("Chasing Zoey")                                                                  |
| 2007–2012 | АйКарли                     | iCarly                       | Да         | Да        | Executive | Nickelodeon | Приглашённая звезда                                                                                   |
| 2010–2013 | Виктория-победительница     | Victorious                   | Да         | Да        | Executive | Nickelodeon | Актёр (голос)                                                                                         |
| 2013–2014 | Сэм и Кэт                   | Sam & Cat                    | Да         | Да        | Executive | Nickelodeon | |
| 2014–2020 | Опасный Генри               | Henry Danger                 | Co-creator | Да        | Executive | Nickelodeon | Режиссёр и приглашённая звезда                                                                        |
| 2015–2019 | Игроделы                    | Game Shakers                 | Да         | Да        | Executive | Nickelodeon | |
| 2018      | Приключения Опасного Малого | The Adventures of Kid Danger | Да         | Да        | Executive | Nickelodeon | |
| 2020–2024 | Опасный отряд               | Danger Force                 | Co-creator | Нет       | Нет       | Nickelodeon | Соавтор (только в титрах)                                                                             |
| 2021–2023 | Возвращение АйКарли         | iCarly                       | Да         | Нет       | Нет       | Paramount+  | Создатель (только в титрах)                                                                           |

## Награды и номинации
| Год  | Награда                                              | Категория                                               | Номинированная продукция | Результат | Прим.  |
| ---- | ---------------------------------------------------- | ------------------------------------------------------- | ------------------------ | --------- | ------ |
| 1995 | CableACE Award                                       | Детская серия - от 7 лет и старше                       | Всякая всячина           | Номинация |        |
| 2000 | Burbank International Children's Film Festival Award | Лучшая короткометражная комедия                         | Шоу Аманды               | Победа    |        |
| 2005 | Primetime Emmy Award                                 | Primetime Emmy Award for Outstanding Children's Program | Зоуи 101                 | Номинация | [ 52 ] |
| 2009 | Primetime Emmy Award                                 | Primetime Emmy Award for Outstanding Children's Program | АйКарли                  | Номинация | [ 53 ] |
| 2010 | BAFTA Children's Award                               | Best International                                      | АйКарли                  | Номинация |        |
| 2010 | BAFTA Children's Award                               | Best International                                      | Виктория-победительница  | Номинация |        |
| 2010 | Primetime Emmy Award                                 | Primetime Emmy Award for Outstanding Children's Program | АйКарли                  | Номинация | [ 54 ] |
| 2011 | Primetime Emmy Award                                 | Primetime Emmy Award for Outstanding Children's Program | АйКарли                  | Номинация | [ 55 ] |
| 2011 | Primetime Emmy Award                                 | Primetime Emmy Award for Outstanding Children's Program | Виктория-победительница  | Номинация | [ 55 ] |
| 2014 | Kids’ Choice Awards                                  | Награда за жизненные достижения                         |                          | Победа    |        |